# Meliana (kommunhuvudort)
Meliana är en kommunhuvudort i Spanien.   Den ligger i provinsen Província de València och regionen Valencia, i den östra delen av landet, 300 km öster om huvudstaden Madrid. Meliana ligger 7 meter över havet och antalet invånare är 10 395.
Terrängen runt Meliana är platt. Havet är nära Meliana åt sydost. Närmaste större samhälle är Valencia, 8,0 km sydväst om Meliana. 